# Anoux
Anoux é uma comuna francesa na região administrativa do Grande Leste, no departamento de Meurthe-et-Moselle. Estende-se por uma área de 9.88 km², e possui 266 habitantes, segundo o censo de 2018, com uma densidade de 27 hab/km².